# Груба помилка Мейбл
«Груба помилка Мейбл» (англ. Mabel's Blunder) — американська короткометражна кінокомедія Мака Сеннета 1914 року з Мейбл Норманд в головній ролі.

## Сюжет
Мейбл заручена з Гаррі, сином свого боса. Бос також поклав око на Мейбл, в результаті ми отримуємо цілу серію дурних непорозумінь і ситуацій.

## У ролях
- Мейбл Норманд — Мейбл
- Г. Маккой — Гаррі
- Чарлі Чейз — Біллі, друг Гаррі
- Чарльз Беннетт — бос, батько Гаррі
- Воллес Макдональд — друг Гаррі
- Едвард Ф. Клайн — діловий партнер боса
- Аль Ст. Джон — брат Мейбл
- Єва Нельсон — сестра Гаррі
- Гелен Карратерс — подруга Мейбл
- Вільям Гаубер — офіціант
- Гаррі Расселл — офіціант